# セイゴ・ツヅキ

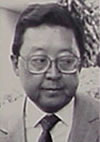
ツヅキ

セイゴ・ツヅキ（Seigo Tsuzuki、1932年9月22日 - ）は、ブラジルの政治家、医師、日系ブラジル人（二世）、医学博士。日本語漢字名は続（續）正剛、続政剛または続木正剛。
ブラジル連邦共和国の第26代保健大臣を務めた。3人目の日系人大臣。

## 略歴
1932年サンパウロ州プロミソン市に生まれる。1958年サンパウロ大学（USP）医学部卒業。専門は心臓血管外科学。
卒業後は、サンパウロ大学医学部附属病院心臓研究所（Incor）勤務。1978年から心臓研究所関連機関のゼルビーニ財団の初代理事長を務めた。
1989年1月16日から1990年3月14日まで、民主化後初の文民大統領となったジョゼ・サルネイ政権下で保健大臣として入閣した（日系閣僚としては、ファビオ・ヤスダ、シゲアキ・ウエキに次いで3人目、民主化後初）。
1989年2月24日に東京新宿御苑において行われた昭和天皇の大喪の礼には、ジョゼ・サルネイ大統領夫妻、ソドレー外務大臣とともに、ブラジルを代表して訪日し参列した。

## サンタクルス病院の返還
初期の日本人移民は、ブラジルの熱帯病に罹患して、多数が斃れた。1934年（昭和9年）4月29日の天長節に、このような移民の境遇に思いを馳せられた昭和天皇による、日本病院建設のための御下賜金5万円が呼び水となって、日本人移民社会から多額の浄財が寄せられ、日本政府機関も建設を支援した。
1940年にブラジル初の日系医療機関がサンパウロ市内に開院した（病院運営は在ブラジル日本人同仁会による）が、当時の日伯関係の緊張を考慮して、日本病院ではなく、サンタクルス病院（Hospital Santa Cruz）と命名された（サンタクルスは所在地の名称）。開院当時は中南米で最先端レベルの医療設備を整えていた。
しかし、第二次世界大戦によって、ブラジルが連合国の一員として日本に宣戦布告した結果、同病院は、敵性資産として1942年にブラジル政府に接収され、1990年代まで日系社会の掌中から経営権が離れていた。
ツヅキは、保健大臣在任中に、日系社会からの同病院の返還要求を代弁し、当時のサウロ・ハモス司法大臣に働きかけるなど、経営権の移譲に尽力した。その結果、1990年1月13日にサルネイの大統領令によって、日系社会への経営権の返還・回復が実現した。
保健大臣の離任後は、サンタクルス病院長、および同病院の運営母体であるサンタクルス伯日慈善協会長に就任して、母校サンパウロ大学医学部の協力による医療改善や、篤志家からの寄付金集めに奮闘するなど、医療および財政面で同病院の建て直しに貢献した。
1990年の返還後、「日伯慈善協会サンタクルス病院」とされていた病院名は、日本からの支援に対する感謝と設立当時の呼び名への回帰を目的として、2021年4月29日の同院創立記念日（昭和天皇誕生日）を機に「サンタクルス日本病院（HOSPITAL JAPONÊS SANTACRUZ：HJSC）」へと、「日本」を含む病院名に改名された

## 大臣離任後の日系社会への貢献
サンパウロにおいてJICA帰国研修員の同窓会（ABJICA）の会長を務めて、日本とブラジルの友好関係に務めた。
その後、サンタ・カタリーナ州都フロリアノポリス市に住居を移し、2008年の日本人ブラジル移住100周年・日伯交流年に際して、サンタ・カタリーナ日系団体連合会会長として祝賀行事を統括した。
2010年（平成22年）春の外国人叙勲で、旭日重光章を受章した。